# Данилейченко Валерій Васильович
Валерій Васильович Данилейченко (*9 липня 1939) — український учений-медик. Доктор медичних наук, професор. Академік АН ВШ України з 2002 р.

## Біографія
Народився в м. Харкові. Закінчив у 1961 р. Львівський медичний інститут. З 1968 р. — асистент, кандидат медичних наук, з 1974 р. — доцент, з 1990 р. — завідувач кафедри мікробіології, вірусології та імунології Львівського національного медичного університету ім. Данила Галицького. З 1992 р. — доктор медичних наук, з 1995 р. — професор. Одночасно з роботою на кафедрі виконував обов'язки заступника декана санітарно-гігієнічного факультету, декана підготовчого відділення, декана медико-профілактичного факультету. У 1976—1978 рр. — доцент кафедри бактеріології Алжирського університету.

## Наукова діяльність
Основний напрям наукових досліджень — молекулярна біологія вірусів бактерій та клінічна мікробіологія.
Автор близько 130 публікацій, з них 107 наукового та 18 навчально-методичного характеру. Має 14 авторських свідоцтв та 3 патенти України.
Член редакційної ради «Мікробіологічного журналу» та журналу «Практична медицина»
Нагороджений знаком «Відмінник вищої школи СРСР» (1985). Заслужений працівник освіти України (2001).